# Бенгалско езиково движение
Бенгалското езиково движение (на бенгалски: ভাষা আন্দোলন) е обществено движение в Източен Бенгал (днешен Бангладеш) през 1948-1956 година, поставящо си за цел получаването на официален статут на бенгалския език в тогавашен Пакистан.
При разделянето на Индия през 1947 година в мюсюлманските области е създадена държавата Пакистан, чиято територия включва две откъснати една от друга части – в долината на река Инд на запад и Източен Бенгал на изток. През 1948 година за единствен официален език на Пакистан е обявен урду, традиционният език на мюсюлманския елит в Индия. Това предизвиква масови протести сред населението на Източен Бенгал, където се говори главно бенгалски език.
През следващите няколко години напрежението между бенгалците и централното правителство нараства, като властите забраняват всички масови събирания в провинцията. Кризата достига своята кулминация на 21 февруари 1952 година, когато полицията убива участници в голяма студентска демонстрация в столицата на областта Дака. Насилието предизвиква масови граждански безредици, оглавени от лявонационалистическата Народна мюсюлманска лига. Конфликтът продължава няколко години, докато през 1956 година правителството отстъпва и дава официален статут на бенгалския език.
Бенгалското езиково движение дава тласък за утвърждаването на чувството за бенгалска национална идентичност в Източен Бенгал. То става основа за развитието на бенгалското националистическо движение, довело до Бангладешката освободителна война и създаването на независимата държава Бангладеш през 1971 година.
Днес 21 февруари се отбелязва в Бангладеш като Ден на езиковото движение, а през 1999 година ЮНЕСКО обявява тази дата за Международен ден на майчиния език.
|  | Тази страница частично или изцяло представлява превод на страницата Bengali Language Movement в Уикипедия на английски. Оригиналният текст, както и този превод, са защитени от Лиценза „Криейтив Комънс – Признание – Споделяне на споделеното“, а за съдържание, създадено преди юни 2009 година – от Лиценза за свободна документация на ГНУ. Прегледайте историята на редакциите на оригиналната страница, както и на преводната страница, за да видите списъка на съавторите. ВАЖНО: Този шаблон се отнася единствено до авторските права върху съдържанието на статията. Добавянето му не отменя изискването да се посочват конкретни източници на твърденията, които да бъдат благонадеждни. |